# Innlandet (île)
Innlandet est une petite île de la commune de Kristiansund, du comté de Møre et Romsdal, dans la mer de Norvège.

## Description
L'île de 0,73 km2 est la plus petite des quatre îles principales de la ville de Kristiansund dans le Landskap de Nordmøre (en). Les autres sont Kirkelandet, Gomalandet et Nordlandet.
L'île est reliée à l'île de Kirkelandet (au nord) par le Sørsund Bridge (en). L'île se trouve au sud de Gomalandet et à l'ouest de Nordlandet. La majeure partie de l'île est urbaine, à l'exception de la colline de 64 mètres de haut à l'extrémité est de l'île qui est boisée.
Pendant la guerre des canonnières en 1808, il y a eu une importante bataille navale à Innlandet et le bateau a été érigé en mémoire de la bataille.

L'île a été à peine touchée par les bombardements pendant la Seconde Guerre mondiale, de sorte que l'île regorge de vieux bâtiments en bois caractéristiques qui prévalaient dans les années 1800 et au début des années 1900.

## Galerie

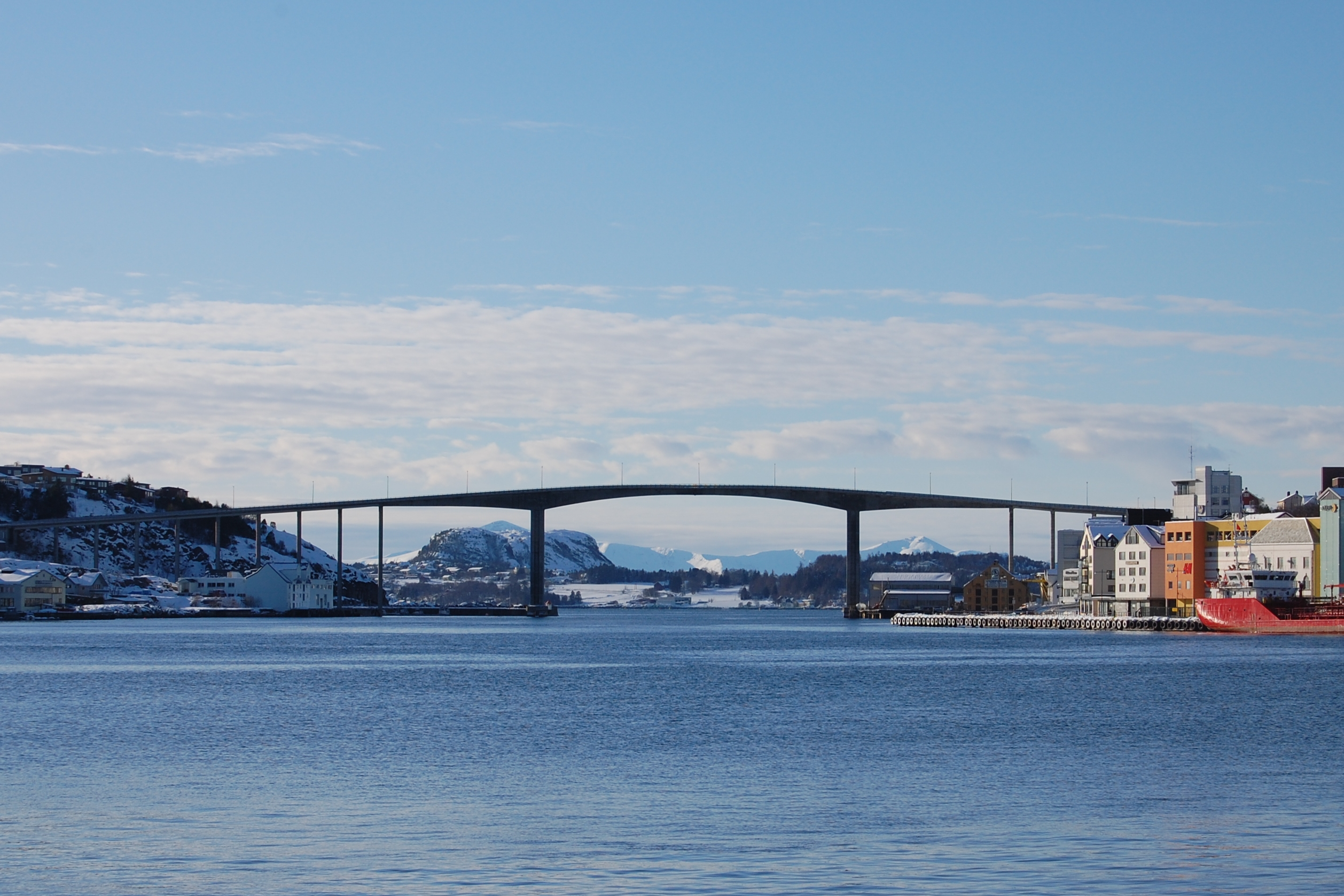
Pont de Sørsund
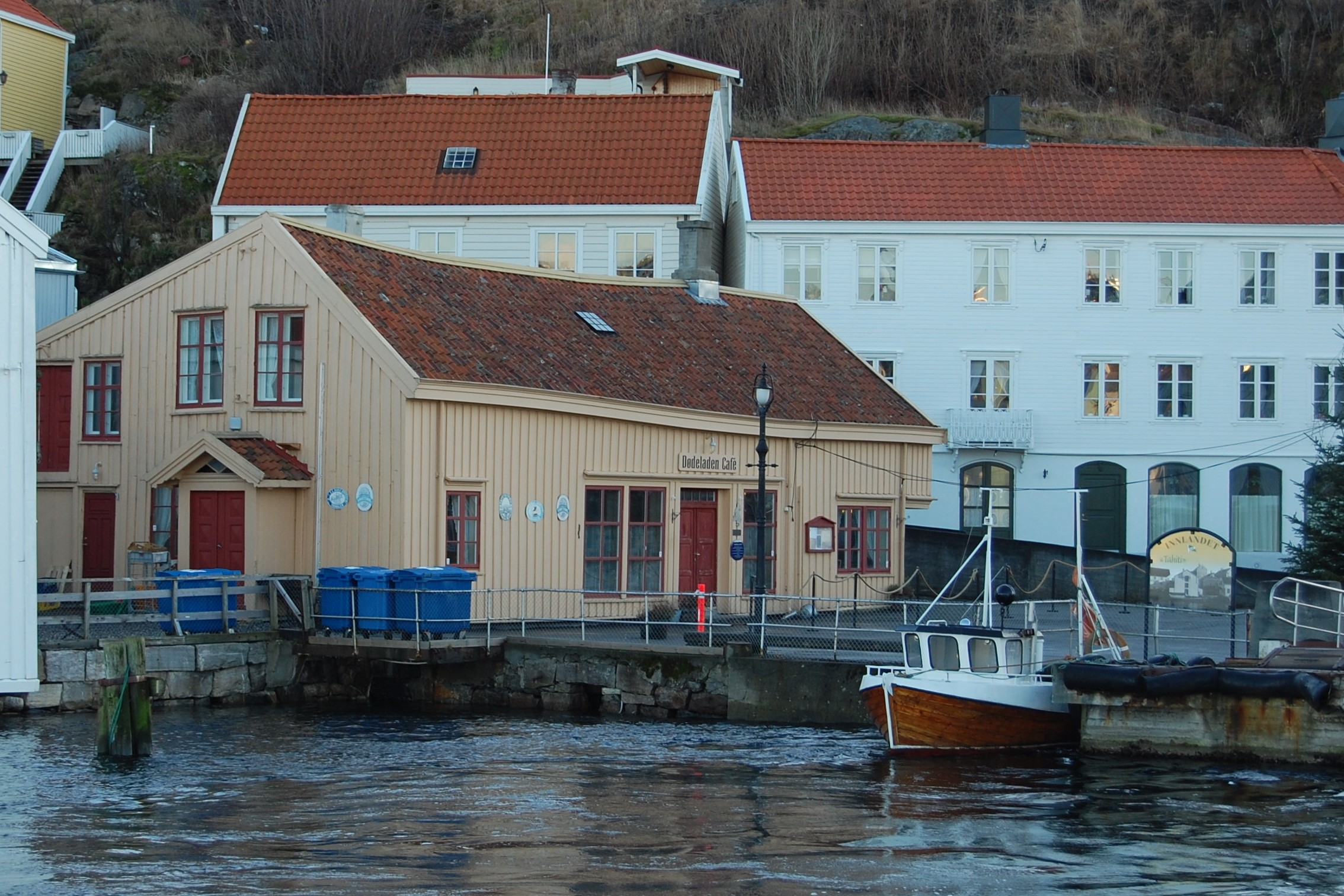
Restaurant sur Innlandet
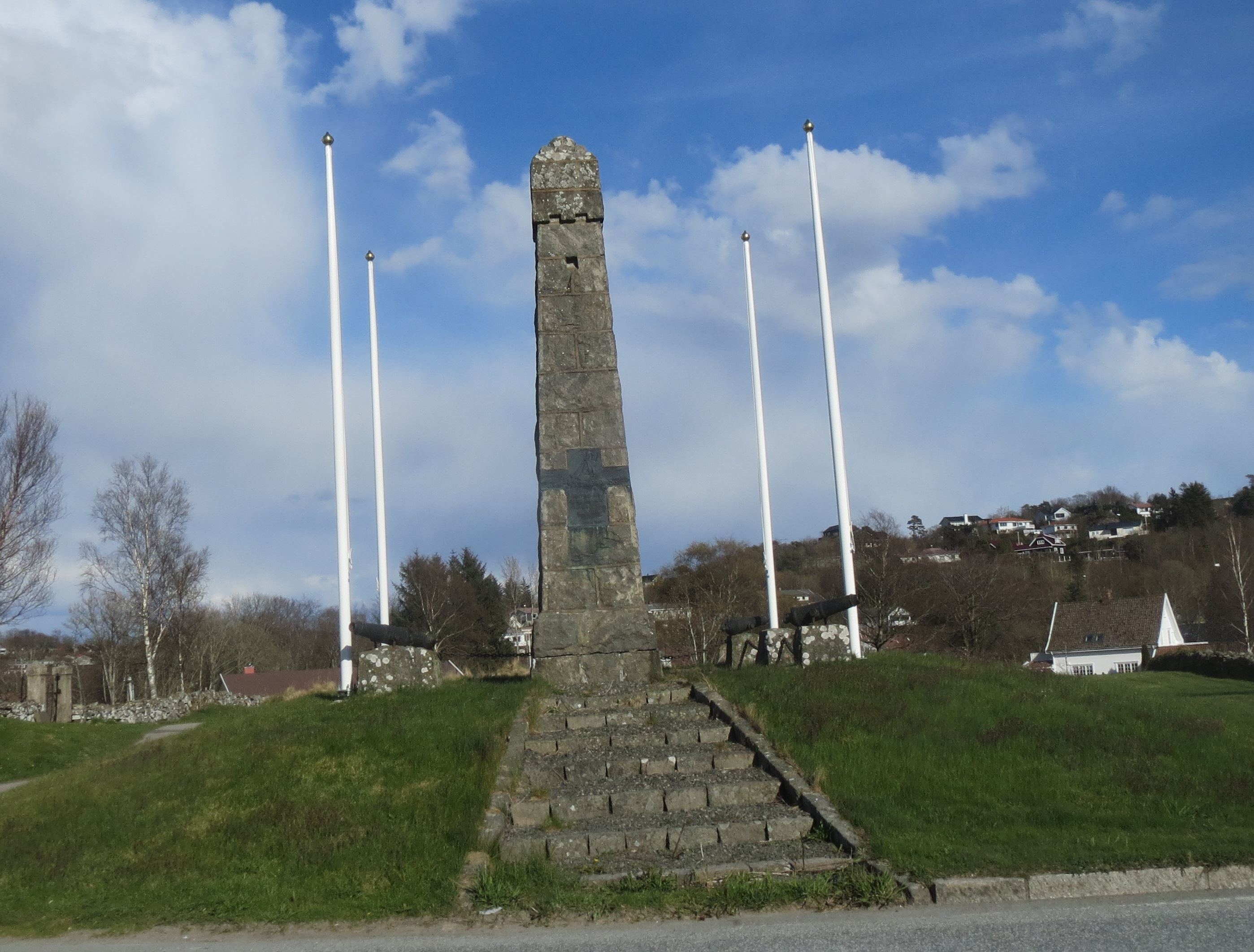
Monument de la guerre des canonnières